# MOTOCOMPO
MOTOCOMPO（モトコンポ）とは、chihoとDr.Usuiを中心に結成されたエレクトロ・ポップ・ユニット。
初期はPLASTICSの影響を色濃く受けたチープなテクノポップ/ニューウェーブ・サウンドで、1998年にSPOOZYS、POLYSICSなどのバンドを中心とした“TOKYO NEWWAVE OF NEWWAVE”シーンを席巻する存在のバンドであったが、世界的なエレクトロクラッシュムーブメントを境に、骨太なエレクトロ・サウンドへとシフト。2010年活動休止。
Dr.Usuiはソロ名義Dr.USUIとして2008年から2010年までイギリスとタイのフェスを中心に活動。
現在は作曲家・プロデューサーとして活動する傍ら、MOTOCOMPOからのスピンオフユニット「(M)otocompo」や南波志帆、岸田メル、フレネシ、Julie Wataiらとのユニット「xxx of WONDER」の活動も展開している。

## ディスコグラフィ
| リリース日 | タイトル           |                | 備考                      |
| ---------- | ------------------ | -------------- | ------------------------- |
| 1999.5     | Tiny Lack'n'roll   | 7inch          | 1999.9 CDとして再発       |
| 1999.12.10 | Desktop Romancer   | ミニアルバム   | 2001.9 ポリスターから再発 |
| 2000.8.23  | Discotheque Murder | シングル       |                           |
| 2000.11.22 | Krackerjack Party  | アルバム       | メジャーデビューアルバム  |
| 2004.9     | Part-time War.ep   | ミニアルバム   |                           |
| 2004.11    | Dream Flows.ep     | ミニアルバム   |                           |
| 2007.3.21  | Chiptop Lips       | アルバム       |                           |
| 2010.9.2   | Secret Borderline  | ライブアルバム | アマゾン、会場限定        |